# Metriaeschra apatela
Metriaeschra apatela är en fjärilsart som beskrevs av Sergius G. Kiriakoff 1963. Metriaeschra apatela ingår i släktet Metriaeschra och familjen tandspinnare. Inga underarter finns listade i Catalogue of Life.